# Массон, Фрэнсис
Фрэнсис Ма́ссон (англ. Francis Masson, 1741 — 23 декабря 1805) — британский ботаник и садовник.

## Биография
Фрэнсис Массон родился в Абердине в августе 1741 года.
В 1771 году Массон был назначен помощником садовника в Королевских ботанических садах Кью (Лондон), Англия. До того времени Королевские ботанические сады Кью получали растения и семена от разных людей, но директор Уильям Айтон хотел, чтобы учреждение предприняло свой собственный сбор экземпляров, и Фрэнсис Массон стал его первым официальным коллекционером. В 1772 году он был отправлен с Джеймсом Куком к Мысу Доброй Надежды; в 1772—1774 годах Массон совершил три длительных путешествия в глубь Южной Африки для изучения растений. В 1775 году он вернулся в Англию, а в следующем году опубликовал отчёт о своих путешествиях в Философских трудах Королевского общества. Массон начал переписку с Карлом Линнеем, знаменитым шведским естествоиспытателем. Его переписка с Линнеем продолжалась с 28 декабря 1775 года до 6 августа 1776 года. В мае 1776 года Фрэнсис Массон был отправлен на Азорские острова, Канарские острова, Мадейра и Вест-Индию, а также Антильские острова; в 1778 году он опубликовал An account of the Island of St Miguel в Философских трудах Королевского общества. 12 декабря 1778 года Фрэнсис Массон отправил письмо сыну Карла Линнея — Карлу Линнею младшему.
В 1781 году Фрэнсис Массон вернулся в Англию; два года спустя Массон решился отправиться в Португалию, Испанию и Танжер, Марокко, а затем отправился обратно в Португалию и Мадейру, вернувшись в Англию в 1785 году. В конце этого года он снова отправился на Мыс Доброй Надежды; Массон оставался в Южной Африке до 1795 года, а в следующем году он опубликовал книгу Stapeliæ novæ; or, a collection of several new species of that genus, discovered in the interior parts of Africa.
В начале 1797 года друг Массона сэр Джозеф Банкс, президент Лондонского королевского общества, убедил его предпринять поездку по сбору растений в Верхнюю Канаду; он отплыл в сентябре, но не достиг Нью-Йорка до конца декабря из-за ненастной погоды и деятельности французских каперов. К концу мая 1798 года Массон отправился в Освего, Нью-Йорк, а затем отправился на лодке по озеру Онтарио, сделав несколько ботанических сборов на берегу; в начале июля он достиг Ньюарка, Верхней Канады, и отправился на Квинстон. Фрэнсис намеревался посетить Детройт (штат Мичиган), но из-за неблагоприятных ветров не мог взять судно на озере Эри; после дальнейшего сбора образцов вокруг Ниагары, он отправился в Йорк (Торонто) и, наконец, в Монреаль, куда он прибыл 16 октября. На следующий день Фрэнсис послал Банксу коробку семян и образцы дикого риса.
Фрэнсис Массон умер в Монреале 23 декабря 1805 года.

## Научная деятельность
Фрэнсис Массон специализировался на семенных растениях.

## Публикации
- An Account of Three Journeys from the Cape Town into the Southern Parts of Africa; Undertaken for the Discovery of New Plants, towards the Improvement of the Royal Botanical Gardens at Kew. In: Philosophical Transactions of the Royal Society. Band 66, S. 268—317, 1776[2].
- An Account of the Island of St. Miguel. In: Philosophical Transactions of the Royal Society. Band 68, S. 601—610, 1778[2].
- Stapeliæ novæ; or, a collection of several new species of that genus, discovered in the interior parts of Africa (London, 1796)[2].

## Почести
Карл Петер Тунберг назвал в его честь род растений Massonia семейства Гиацинтовые.